# Cofinimmo
Cofinimmo is een Belgische investeringsmaatschappij in vastgoed bestemd voor verhuring.

## Activiteiten
De vennootschap bezit een portefeuille die verspreid is over negen Europese landen (België, Frankrijk, Nederland, Duitsland, Spanje, Finland, Ierland, Italië en het Verenigd Koninkrijk) met een waarde van ongeveer € 6,2 miljard in 2023.  Het gaat hierbij om zorgvastgoed (75% van de vastgoedportefeuille), kantoren (18%), alsook vastgoed van distributienetten (7%). De zorgvastgoedportefeuille heeft een waarde van ongeveer € 4,6 miljard.
Als onafhankelijke vennootschap die de striktste normen inzake corporate governance en duurzaamheid toepast, biedt Cofinimmo diensten aan haar huurders aan en beheert zij haar portefeuille via een team van ongeveer 155 medewerkers te Brussel, Parijs, Breda, Frankfurt en Madrid.
Cofinimmo is genoteerd op Euronext Brussels en maakt deel uit van de BEL20 index.
De vennootschap geniet het REIT-stelsel in België (GVV - Gereglementeerde Vastgoedvennootschap), in Frankrijk (SIIC - Société d'Investissement Immobilier Cotée) en in Nederland (FBI - fiscale beleggingsinstelling). Haar activiteiten worden gecontroleerd door de Autoriteit voor Financiële Diensten en Markten (FSMA), de Belgische toezichthouder.

## Geschiedenis
- 1983: Oprichting (kapitaal: € 6 miljoen) door Bernard Cardon de Lichtbuer
- 1994: Notering op de beurs van Brussel, nu Euronext Brussels
- 1996: Verkrijging van het BEVAK-stelsel in België
- 2005: Eerste investering in zorgvastgoed in België. Toekenning van de eerste publiek-private samenwerking: het gerechtsgebouw in Antwerpen
- 2007: Partnerschap met de AB InBev groep voor een portefeuille van 1068 cafés en restaurants in België en Nederland (Pubstone)
- 2008: Vestiging in de zorgvastgoedsector in Frankrijk. Verkrijging van het SIIC-stelsel. Eerste ISO 14001-certificering
- 2011: Partnerschap met MAAF voor een portefeuille van 283 verzekeringsagentschappen in Frankrijk (Cofinimur I). Eerste uitgifte van converteerbare obligaties
- 2012: Vestiging in de zorgvastgoedsector in Nederland. Verkrijging van het FBI-stelsel in Nederland
- 2014: Vestiging in de zorgvastgoedsector in Duitsland. Verkrijging van het GVV-stelsel in België. Eerste duurzaamheidsverslag gebaseerd op de GRI-index
- 2015: Kapitaalverhoging met voorkeurrecht voor een bedrag van € 285 miljoen. Voortzetting van de investeringen in zorgvastgoed in Nederland en Duitsland
- 2016: Opening van de eerste Flex Corner en The Lounge sites.
- 2018: Kapitaalverhoging met onherleidbare toewijzingsrechten voor een bedrag van € 155 miljoen. Versnelling van de investeringen in zorgvastgoed (€ 300 miljoen). Start van de heroriëntatie van de kantorenportefeuille
- 2019:  Start van het 30³-project gericht op een vermindering met 30% van de energie-intensiteit van de portefeuille tegen 2030, in vergelijking met het niveau van 2017, gebaseerd op het SBTi (Scienced Based Targets initiative). Nieuwe versnelling van de investeringen in zorgvastgoed (ongeveer € 500 miljoen). Vestiging in de zorgvastgoedsector in Spanje. Versnelling van de heroriëntatie van de kantorenportefeuille naar het Central Business District van Brussel. Meer dan 56% van de geconsolideerde portefeuille geïnvesteerd in zorgvastgoed.
- 2020: Vestiging in de zorgvastgoedsector in Finland. Kapitaalverhogingen voor ongeveer € 143 miljoen. Uitgifte van een eerste duurzame benchmarkobligatie van € 500 miljoen. Meer dan € 700 miljoen aan investeringen, waarvan ongeveer € 600 miljoen in zorgvastgoed in Europa. 59% van de geconsolideerde portefeuille geïnvesteerd in zorgvastgoed
- 2021: Meer dan € 1 miljard aan investeringen in zorgvastgoed in Europa. Vestiging in de zorgvastgoedsector in Ierland, Italië en het Verenigd Koninkrijk. Twee derde van de geconsolideerde portefeuille geïnvesteerd in zorgvastgoed. Oprichting van een dochtervennootschap voor de kantorenportefeuille. Kapitaalverhogingen voor ongeveer € 565 miljoen. Gedeeltelijke verkoop van de Cofinimur I - portefeuille (vastgoed van distributienetten) voor meer dan € 40 miljoen.
- 2023: Opgenomen in de nieuwe BEL ESG-index van Euronext en in de lijst ‘500 Europe’s Climate Leaders’ van de Financial Times. Realisatie van de doelstelling van netzero-netto-investeringen (met een neutraal effect op de schuldgraad) zoals bepaald in het begin van het jaar. Driekwart van de geconsolideerde portefeuille geïnvesteerd in zorgvastgoed. Kapitaalverhogingen voor € 247 miljoen. Afronding van de verkoop van de Cofinimur I-portefeuille (vastgoed van distributienetten) voor een totaalbedrag van ongeveer € 111 miljoen. Op 29 december 2023 werd de 40e verjaardag van de groep gevierd.
- 2025: Aedifica doet een vrijwillig voorwaardelijk ruilbod op alle stemgerechtigde aandelen Cofinimmo.[2] Het voorstel is 1,16 Aedifica aandeel voor één aandeel Cofinimmo. Aedifica zal het bod gestand doen als minstens 50% + 1 Cofinimmo aandeel wordt aangeboden. Verder is voor de transactie goedkeuring nodig van toezichthouders in diverse landen waaronder België en Nederland. Het bestuur van Cofinimmo heeft bod afgewezen, het is te laag en er zijn aanzienlijke uitvoeringsrisico's.[3]

AB InBev ·
Ackermans & van Haaren ·
Aedifica ·
Ageas ·
Argenx ·
Azelis ·
Cofinimmo ·
D'Ieteren ·
Elia ·
GBL ·
KBC ·
Lotus Bakeries ·
Melexis ·
Montea ·
Sofina ·
Solvay ·
Syensqo ·
UCB ·
Umicore ·
WDP